# Bergcentaurie
De bergcentaurie (Centaurea montana) is een vaste plant, die behoort tot de composietenfamilie (Asteraceae). De soort wordt veel in siertuinen aangeplant. Van hieruit is de plant in Nederland vaak verwilderd. Van nature komt de plant voor in Midden- en Zuid-Europa.
De plant wordt 30-60 cm hoog en heeft langwerpige tot lancetvormige bladeren, die van boven spoedig kaal worden. De bladeren zijn tot 4 cm breed en lopen langs de stengel af.
De bergcentaurie bloeit van mei tot september met bloemhoofdjes, die bestaan uit buisbloempjes. De bloemkroon van de randbloemen is blauw en die van de andere bloemen roodachtig. De omwindselbladen zijn franjeachtig ingesneden en hebben aan de top geen stekel.
De vrucht is een dopvrucht.

## Externe link

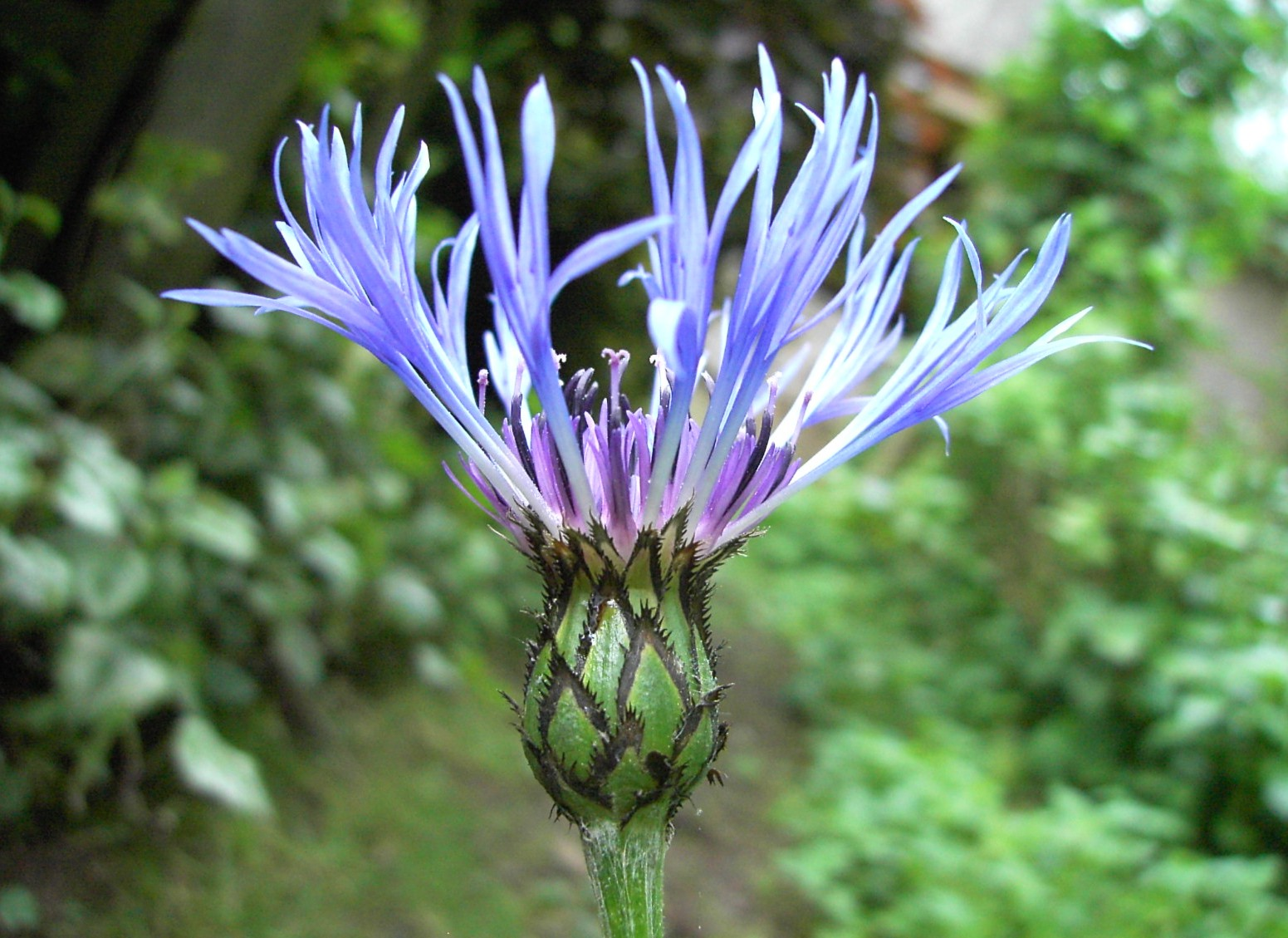
Omwindselblaadjes
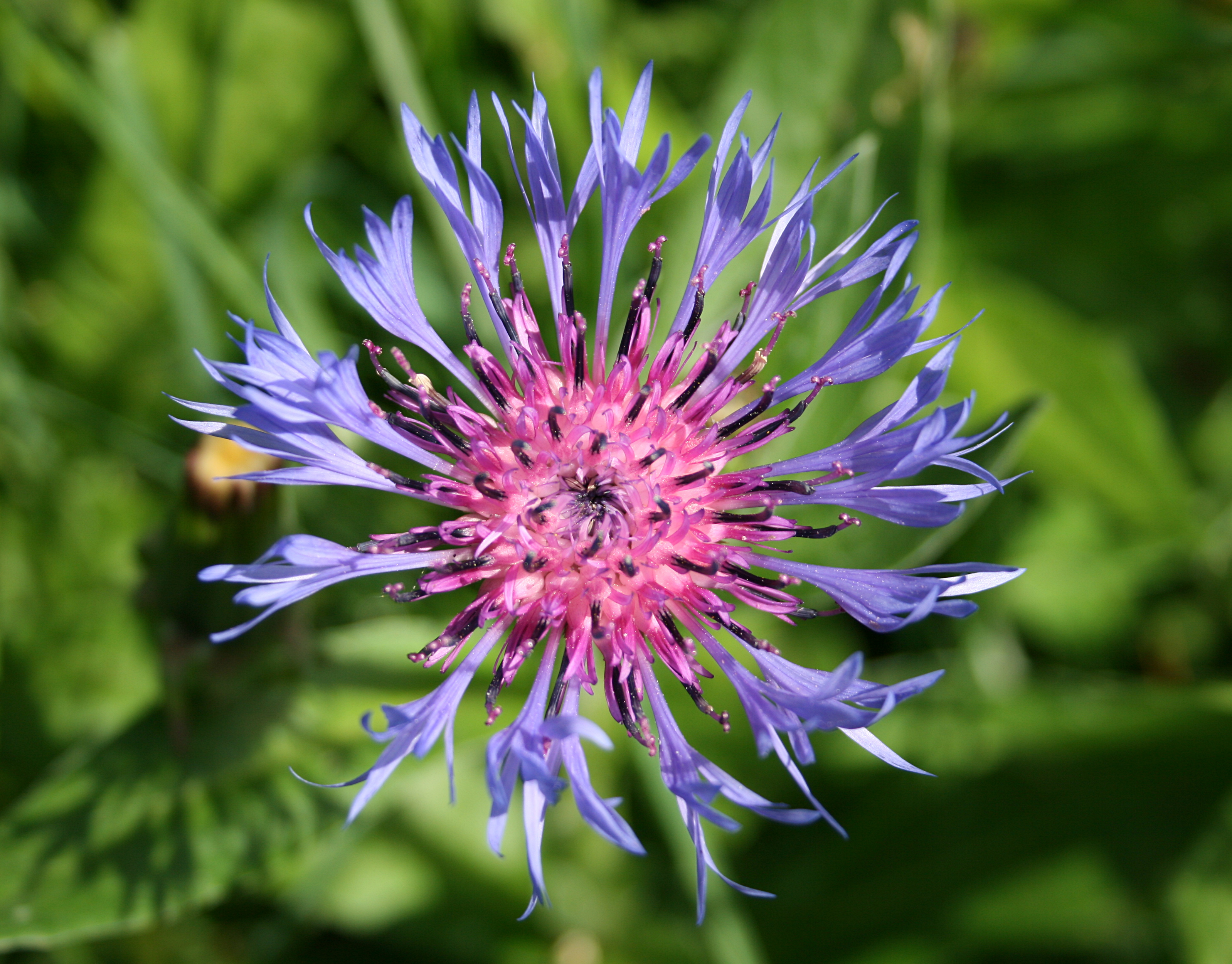

## In andere talen
- Duits: Berg-Flockenblume
- Engels: Perennial cornflower
- Frans: Bleuet des montagnes